# Stachys serbica
Espèce
Classification phylogénétique
Stachys serbica est une espèce de plantes à fleurs du genre Stachys et de la famille des Lamiaceae. Découverte par le botaniste serbe Josif Pančić, elle est endémique de la région des Balkans.